# 325
El 325 (CCCXXV) fou un any comú començat en divendres del calendari julià.

## Esdeveniments
- 20 de maig, actual İznikː Concili de Nicea I, el primer concili ecumènic.[1]
- Prohibició de les lluites de gladiadors.

## Necrològiques
- Mor el primer patriarca de Constantinoble.